# Kang Hye-jeong
Dans ce nom coréen, le nom de famille, Kang, précède le nom personnel.
Kang Hye-jeong (coréen: 강혜정), née le 4 janvier 1982 à Incheon, est une actrice et mannequin sud-coréenne.
Elle est classée parmi les premières célébrités les plus rentables auprès de douze producteurs de films les plus influents en Corée du Sud par une enquête réalisé par Chosun Ilbo en 2005.

## Biographie

### Carrière cinématographique
Kang Hye-jeong a débuté comme mannequin pendant sa première année au lycée en posant pour un magazine pour adolescents en 1997. Elle apparait dans de petits rôles dans téléfilms et sitcoms tels que Jump! et dans la saison 3 du sitcom Nonstop. Son premier rôle au cinéma était le film de science-fiction, Nabi auquel elle a remporté le prix de la meilleure actrice au Festival international du film fantastique de Puchon en 2001. Par la suite, elle joue dans le court-métrage, Flush réalisé par Song Il-gon mais les autorités ont censuré et supprimés après un jour bien que Song Il-gon a montré le scénario au gouvernement avant le tournage. Le court-métrage parlait d'un sujet tabou à propos d'une adolescente en train de commettre un avortement dans les toilettes publiques et dans une web-série Kim Sung-Joon Meets Lee Yoo-Jung, connue sous le titre de My Room, Your Room avec Sung Yu-ri et Gong Yoo en 2003,.

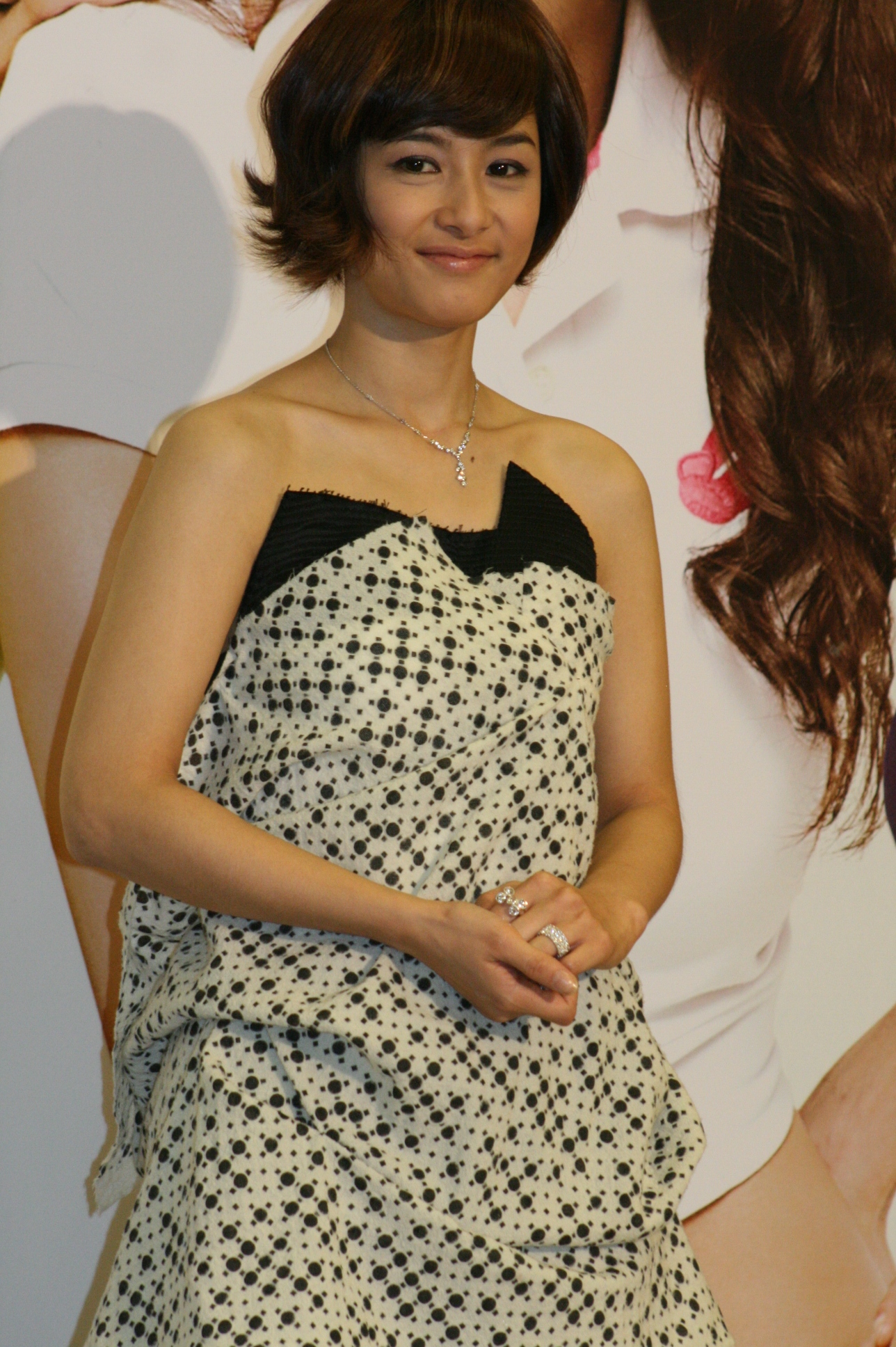
Kang Hye-jeong en 2009.

En 2003, Kang Hye-jeong interprète le rôle de Mi-do dans le film à succès, Old Boy  de Park Chan-wook, tiré du manga du même nom de Nobuaki Minegishi et Garon Tsuchiya. Son interprétation du personnage a remporté plus l'attention considérable du public en Corée du Sud qu'à l'étranger. Elle joue la femme du réalisateur, incarné par Lee Byung-hun dans le film d'horreur 3 extrêmes réalisé sous la collaboration des trois réalisateurs Fruit Chan, Takashi Miike et Park Chan-wook suivant le concept de la réalisation du film Trois histoires de l'au-delà. Elle joue dans la partie 2 du court-métrage Cut! de Park Chan-wook.
Deux ans plus tard, elle prête sa voix au personnage fictif, le Petit Chaperon rouge dans le film d'animation américain La Véritable Histoire du Petit Chaperon rouge. Elle incarne le rôle de Lee Yoo-jin dans le film  Antarctic Journal de Yim Pil-sung. Elle apparaît ensuite dans le film Lady Vengeance et dans le film Welcome to Dongmakgol, tiré d'une pièce de théâtre du même nom du cinéaste Jang Jin,. Cette année-là, elle est classée parmi les premières stars les plus rentables auprès des producteurs de films influents.
En 2006, Kang Hye-jeong joue dans le film dramatique Love Phobia avec Jo Seung-woo et décroche pour la première fois un rôle dans un film à l'étranger où elle incarne le rôle de Noi dans le film thaïlandais Vagues invisibles du réalisateur Pen-ek Ratanaruang.
Elle incarne pour la première fois en 2010, un rôle dans une pièce de théâtre où elle tient le rôle de Catherine dans la pièce de théâtre, La Preuve du dramaturge américain David Auburn.
Kang Hye-jeong et son mari, Tablo du groupe Epik High quittent leur agence YG Entertainment et rejoignent l'agence C-JeS Divertissement en 2013. Elle joue un petit rôle dans le faux documentaire Behind the Camera de E J-yong et a écrit les paroles de la chanson, Good Thing de l'album Mirror du chanteur américain Bobby Kim. Elle suscite l'attention de la réalisatrice Christine Yoo après que celle-ci ait remarqué sa beauté coréenne dans les films Old Boy et Welcome to Dongmakgol, et elle est choisie pour le rôle de Na-young dans la comédie romantique américaine Wedding Palace,.

### Vie privée
Kang Hye-jeong a entamé une relation avec l'acteur sud-coréen Jo Seung-woo, son partenaire avec qui elle a joué dans le film Love Phobia pendant trois ans,. Ils rompent en 2007,.
Le 26 octobre 2009, elle épouse le chanteur canadien  Tablo du groupe de hip-hop Epik High alors qu'elle était enceinte de trois mois. Elle donne naissance à une petite fille prénommée Haru le 2 mai 2010,.

## Filmographie[19]

### Cinéma

#### Comme actrice

##### Longs métrages
- 2001 : Nabi (나비) de Moon Seung-wook : Yuki
- 2003 : Old Boy (올드보이) de Park Chan-wook : Mi-do
- 2005 : La Véritable Histoire du Petit Chaperon rouge (Hoodwinked!) de Cory Edwards, Todd Edwards et Tony Leech : Petit Chaperon rouge (voix)
- 2005 : Antarctic Journal (남극일기) de Yim Pil-sung : Lee Yoo-jin
- 2005 : Rules of Dating (연애의 목적) de Han Jae-rim : Choi Hong
- 2005 : Lady Vengeance (친절한 금자씨) de Park Chan-wook : Animatrice de télévision (caméo)
- 2005 : Welcome to Dongmakgol (웰컴 투 동막골) de Park Kwang-hyun : Yeo-il
- 2006 : Vagues invisibles (คำพิพากษาของมหาสมุทร) de Pen-Ek Ratanaruang : Noi
- 2006 : Love Phobia (도마뱀) de Kang Ji-eun : Ari
- 2007 : Herb (허브) de Heo In-moo : Cha Sang-eun
- 2009 : Why Did You Come to My House? (우리집에 왜 왔니) de Hwang Su-a : Lee Soo-kang
- 2009 : Kiss Me, Kill Me (킬미) de Yang Jong-hyeon : Seo Jin-young
- 2009 : Triangle (트라이앵글) de Ji Young-soo : Oh Sung-hye
- 2009 : Girlfriends (걸프렌즈) de Kang Suk-bum : Song-yi
- 2013 : Wedding Palace (웨딩 팰리스) de Christine Yoo : Na-young
- 2013 : Behind the Camera (뒷담화: 감독이 미쳤어요) de E J-yong : Elle-même (documentaire)
- 2014 : How to Steal a Dog (개를 훔치는 완벽한 방법) de Kim Sung-ho : Jeong-hyeon
- 2015 : Lucid Dream (루시드 드림) de Kim Joon-sung : So-hyun

##### Courts-métrages
- 2000 : Flush (영어) de Song Il-gon : Adolescente enceinte
- 2003 : 3 extrêmes (쓰리, 몬스터) de Park Chan-wook : Femme du réalisateur (Partie 2, Cut!)

#### Comme scénariste
- 2009 : Why Did You Come to My House? (우리집에 왜 왔니) de Hwang Su-a : Lee Soo-kang

### Télévision

#### Séries télévisées
- 1998	: Eun-shil (은실이) : Jang Young-chae
- 1999	: Jump (점프) : Elle-même
- 2003 : Nonstop 3 (논스톱 3) : Elle-même (caméo)
- 2003 : Kim Sung-Joon Meets Lee Yoo-Jung (내방네방) : (caméo, web-série)
- 2007 : Flowers for My Life (꽃 찾으러 왔단다)	: Na Ha-na
- 2008 : On Air (온에어) : Elle-même (caméo, épisodes 5 & 12)
- 2011 : Miss Ripley (미스 리플리) : Moon Hee-joo
- 2012 : The Wedding Scheme (결혼의 꼼수) : Yoo Gun-hee
- 2014	: Lump in My Life (내 인생의 혹) : Geum-ji

## Théâtre
- 2010 : La Preuve : Catherine
- 2014-2015 : L'Éducation de Rita : Susan

## Clips
- 1997 : Time (시간) de Taesaja
- 2002 : Please (부탁해요) de Wax
- 2003 : Lonely Street Lights (외로운 가로등) de Han Young-ae
- 2003 : Desperado (데스페라도) de Position
- 2004 : Timeless (타임리스) de SG Wannabe
- 2004 : I Loved You to Death (죽을 만큼 사랑했어요) de SG Wannabe
- 2008 : As I Look Into the Mirror (거울을 보다가) de Gummy feat. Red Roc
- 2015 : Sold Out (솔드 아웃) de Yankie feat. Tablo, Zion.T, Loco

## Distinctions
Cette section récapitule les principales récompenses et nominations obtenues par Kang Hye-jeong. Pour une liste plus complète, se référer à l'Internet Movie Database.
| Année | Cérémonie                                               | Pays                       | Résultat | Prix                                  | Film                         |
| ----- | ------------------------------------------------------- | -------------------------- | -------- | ------------------------------------- | ---------------------------- |
| 2001  | 5e Festival international du film fantastique de Puchon | Drapeau de la Corée du Sud | Remporté | Meilleure actrice                     | Nabi (2001)                  |
| 2003  | 24e Blue Dragon Film Awards                             | Drapeau de la Corée du Sud | Remporté | Meilleure actrice dans un second rôle | Old Boy (2003)               |
| 2004  | 24e Korean Association of Film Critics Awards           | Drapeau de la Corée du Sud | Remporté | Meilleure nouvelle actrice            | Old Boy (2003)               |
| 2004  | 5e Pusan Film Critics Awards                            | Drapeau de la Corée du Sud | Remporté | Meilleure actrice                     | Old Boy (2003)               |
| 2004  | 3e Korean Film Awards                                   | Drapeau de la Corée du Sud | Proposé  | Meilleure actrice                     | Old Boy (2003)               |
| 2005  | 1re Première Rising Star Awards                         | Drapeau de la Corée du Sud | Remporté | Destinataire                          |                              |
| 2005  | 6e Pusan Film Critics Awards                            | Drapeau de la Corée du Sud | Remporté | Meilleure actrice                     | Rules of Dating (2005)       |
| 2005  | 26e Blue Dragon Film Awards                             | Drapeau de la Corée du Sud | Proposé  | Meilleure actrice                     | Rules of Dating (2005)       |
| 2005  | 26e Blue Dragon Film Awards                             | Drapeau de la Corée du Sud | Remporté | Meilleure actrice dans un second rôle | Welcome to Dongmakgol (2005) |
| 2005  | 4e Korean Film Awards                                   | Drapeau de la Corée du Sud | Proposé  | Meilleure actrice                     | Rules of Dating (2005)       |
| 2005  | 4e Korean Film Awards                                   | Drapeau de la Corée du Sud | Remporté | Meilleure actrice dans un second rôle | Welcome to Dongmakgol (2005) |
| 2006  | 42e Baeksang Arts Awards                                | Drapeau de la Corée du Sud | Proposé  | Meilleure actrice                     | Rules of Dating (2005)       |
| 2006  | 43e Grand Bell Awards                                   | Drapeau de la Corée du Sud | Remporté | Meilleure actrice dans un second rôle | Welcome to Dongmakgol (2005) |
| 2007  | 7e Korean Film Awards                                   | Drapeau de la Corée du Sud | Proposé  | Meilleure actrice                     | Herb (2007)                  |
| 2007  | KBS Drama Awards                                        | Drapeau de la Corée du Sud | Proposé  | Top prix d'excellence, actrice        | Flowers for My Life (2007)   |